# Chapman stick

El chapman stick és un instrument musical elèctric ideat per Emmett Chapman a principis de la dècada del 1970. Membre de la família de les guitarres, el chapman stick sol tenir deu o dotze cordes afinades individualment i s'utilitza per tocar línies de baix, línies melòdiques, acords i textures. Dissenyat com un instrument d'acords totalment polifònic, també pot cobrir diverses d'aquestes parts musicals simultàniament.

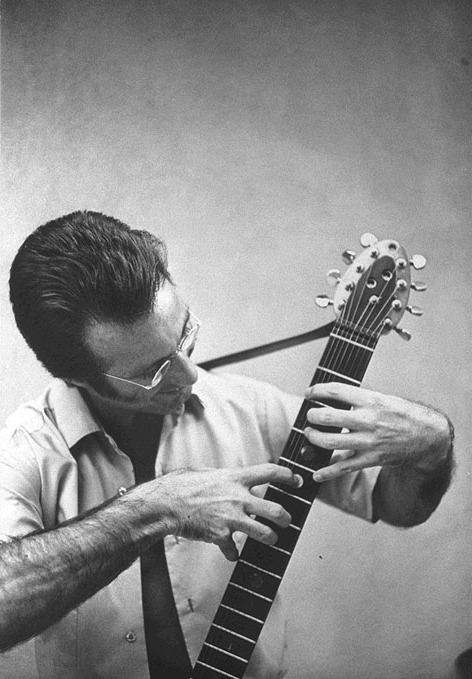
Emmett Chapman tocant un primer stick el 1969

## Descripció
Un chapman stick disposa de pastilles electromagnètiques que es connecten a un amplificador independent. També es pot utilitzar per activar sintetitzadors i enviar missatges MIDI a instruments electrònics.

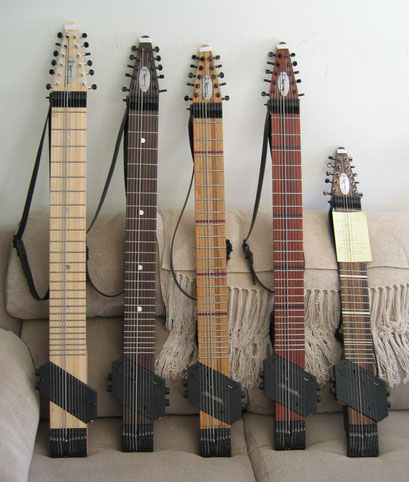
Diversos chapman sticks

El chapman stick s'assembla físicament al mànec d'una guitarra elèctrica, tanmateix, és considerablement més llarg i ample i està cordat amb 8, 10 o 12 cordes. A diferència de la guitarra elèctrica, les cordes se solen tocar colpejant-les contra el trast amb les dues mans per a obtenir les notes desitjades. Per aquest motiu, poden sonar moltes més notes alhora que en altres instruments de corda, fet que el fa comparable a un instrument de teclat. Aquest arranjament es presta a tocar moltes línies alhora, i molts músics de chapman stick han dominat la interpretació de baix, acords i línies melòdiques simultàniament.
Normalment, el chapman stick es subjecta amb una corretja per a l'espatlla. L'instrument es col·loca en una posició de 30 a 40 graus de la vertical, la qual cosa permet que les dues mans del músic abordin el batedor de manera natural i còmoda colpejant les cordes amb la punta dels dits de la mateixa manera que es toca una tecla de piano: una mà toca la melodia a les cordes agudes i l'altra toca el ritme a les cordes del baix.